# Obwód karagandyjski
Obwód karagandyjski (kaz: Қарағанды облысы, Qarağandı oblısı) – obwód Kazachstanu. Jego stolicą jest Karaganda, w której mieszka ponad 515 000 osób (2023); w całym obwodzie mieszka 1 375 000 ludzi.
Z powierzchnią 428 000 km² obwód karagandyjski jest największym obwodem. Nie graniczy z żadnym państwem, graniczy z następującymi obwodami: obwodem aktiubińskim na zachodzie, obwodem kustanajskim na północnym zachodzie, obwodem akmolskim na północy, obwodem pawłodarskim na północnym wschodzie, obwodem wschodniokazachstańskim na wschodzie, obwodem ałmackim na południowym wschodzie, obwodem żambylskim oraz obwodem południowokazachstańskim na południu, oraz obwodem kyzyłordyńskim na południowym zachodzie.

## Rejony
- rejon Abaj
- rejon Aktogaj
- rejon Bukar Żyrau
- rejon Karkarały
- rejon Nura
- rejon Osakarow
- rejon Szet
- rejon Ułytau
- rejon Żangaarka